# Desdoblamiento a campo nulo
El desdoblamiento a campo nulo o desdoblamiento a campo cero {\displaystyle D}, en magnetoquímica, es la diferencia de energía que separa, sin campo magnético aplicado y dentro de un mismo número cuántico de espín {\displaystyle S}, a los estados de diferente proyección sobre el eje z, {\displaystyle S_{z}}.

## Descripción
El hamiltoniano modelo más simple que describe a un sistema con desdoblamiento a campo nulo es el siguiente:
{\displaystyle {\hat {H}}_{ZFS}=D\cdot \left(S_{z}^{2}-{\frac {S\cdot (S+1)}{3}}\right)}
El primer término da cuenta de la pérdida de degeneración entre los términos de cada Sz, mientras que el segundo sirve para mantener la energía constante (que el efecto no altere la energía total del sistema).
Así, para D=1, S=1, Ms=+1,-1, tendremos:
```

  

    

      

        

          

            

              

                
H

                
^

              

            

          

          

            
Z

            
F

            
S

          

        

        
=

        
D

        
⋅

        

          
(

          

            

              
S

              

                
z

              

              

                
2

              

            

            
−

            

              

                

                  
S

                  
⋅

                  
(

                  
S

                  
+

                  
1

                  
)

                

                
3

              

            

          

          
)

        

        
=

        
1

        
−

        

          

            

              
1

              
⋅

              
(

              
1

              
+

              
1

              
)

            

            
3

          

        

        
=

        
1

        

          
/

        

        
3

      

    

    
{\displaystyle {\hat {H}}_{ZFS}=D\cdot \left(S_{z}^{2}-{\frac {S\cdot (S+1)}{3}}\right)=1-{\frac {1\cdot (1+1)}{3}}=1/3}

  

```

y para  D=1, S=1, Ms=0, tendremos:
{\displaystyle {\hat {H}}_{ZFS}=D\cdot \left(S_{z}^{2}-{\frac {S(S+1)}{3}}\right)=0-{\frac {1\cdot (1+1)}{3}}=-2/3}
Partiendo de una energía inicial de 0, tenemos dos niveles que se desestabilizan 1/3, y uno que se estabiliza 2/3. Como vemos por este ejemplo, D>0 implica que el estado de mínimo Ms es el fundamental. Análogamente, un D<0 conlleva un estado fundamental de máximo Ms.
Si estamos describiendo el desdoblamiento de niveles provenientes de un único estado de espín, y sólo nos interesan las diferencias de energía, podemos omitir el segundo término:
{\displaystyle {\hat {H}}_{ZFS}=D\cdot S_{z}^{2}}

## Desdoblamiento rómbico
Es posible encontrar, si la simetría o la distorsión es rómbica en lugar de axial, un término adicional al desdoblamiento a campo nulo D: el término rómbico E. En estos casos, el hamiltoniano es el siguiente:
{\displaystyle {\hat {H}}_{ZFS}=D\cdot \left(S_{z}^{2}-{\frac {S\cdot (S+1)}{3}}\right)+E\left(S_{x}^{2}-S_{y}^{2}\right)}

## Origen del fenómeno
Este fenómeno se debe, en metales de transición e iones de tierras raras, a una interacción espín-órbita de segundo orden (según la teoría perturbacional) con estados excitados. En radicales orgánicos se debe a interacción dipolar electrón-electrón.
Los estados excitados pueden ser altamente anisótropos por interacción espín-órbita de primer orden {\displaystyle \lambda }.
La mezcla del estado fundamental con estos estados tiene diferente peso según el valor de {\displaystyle M_{s}}, y, por tanto, origina un desdoblamiento de los niveles.
Según sea la mezcla de niveles, el desdoblamiento a campo nulo conllevará un estado fundamental de {\displaystyle M_{s}} máximo (D < 0, con un eje de fácil imanación o mínimo (D > 0, con un plano de fácil imanación). Si hay elongación axial en la coordinación del ion metálico, un {\displaystyle \lambda } positivo implica un D < 0. Compresión axial y {\displaystyle \lambda } negativo tienen el mismo resultado, mientras que las otras dos combinaciones tienen el resultado opuesto (D > 0).

## Aparición
Típicamente, hablamos de un desdoblamiento a campo nulo en los complejos de {\displaystyle Ni^{II}}, que originan separación entre el estado {\displaystyle M_{s}=0} y  los estados {\displaystyle M_{s}=\pm 1} y determina sus propiedades magnéticas. 
Otro caso típico: la combinación de los desdoblamientos en los iones {\displaystyle Mn^{III}} en el Mn12 conlleva un eje de fácil imanación, que está en el origen de sus propiedades de imán monomolecular.

## En presencia de campo
En presencia de campo magnético, el desdoblamiento a campo nulo se mantiene, pero coexiste con el efecto Zeeman. A campos bajos, ambos efectos son igualmente importantes. La coexistencia de los dos fenómenos se aprovecha para la determinación de D por espectroscopia paramagnética electrónica.
- Datos: Q6542067